# 이세계는 스마트폰과 함께
이세계는 스마트폰과 함께(異世界はスマートフォンとともに。)는 후유하라 하트라가 원작한 일본의 라이트 노벨 소설 작품이다. 2013년부터 소설 투고 사이트 「소설가가 되자」에서 발간 개시. 또, 2015년부터 HJ 노벨스(하비 재팬)로부터 기간 24권(2021년 6월 현재)이 서적화되어 있다. 일러스트는 삽화가는 우사츠카 에이지.

## 줄거리
신의 실수로 죽어버린 주인공은, 이세계에서 제2의 인생을 시작한다. 그에게 있는건 신이 다시 만들어준 몸과, 이세계에서도 사용 가능해진 스마트폰. 여러 사람들과의 만남, 소중한 동료를 얻어가는 가운데, 언젠가 주인공은 이 세계의 비밀을 안다. 고대문명의 유산을 이어받아, 홀가분한 세계의 왕들과 힘을 합치며, 그는 느긋하게 세계를 돌아다닌다.